# 香川県道25号善通寺多度津線
香川県道25号善通寺多度津線（かがわけんどう25ごう ぜんつうじたどつせん）は、香川県善通寺市から仲多度郡多度津町に至る県道（主要地方道）である。

## 概要

### 路線データ
- 起点：善通寺市生野町（生野南交差点、国道319号交点）
- 終点：多度津町大通り（大通り交差点、香川県道216号山階多度津線交点）

## 歴史
- 1982年（昭和57年）4月1日 - 国道319号の大通り交差点から金蔵寺交差点間を県道に移管し、香川県道25号善通寺多度津線となる。
- 1993年（平成5年）5月11日 - 建設省から、県道善通寺多度津線が善通寺多度津線として主要地方道に指定される[1]。
- 2007年（平成19年）5月1日 - 4月14日に国道319号善通寺バイパスの一部が完成したことにより旧道の金蔵寺交差点から生野南交差点間を県道に移管。

## 路線状況

### 重複区間
- 香川県道24号善通寺大野原線（善通寺市上吉田町 地内）

### 橋梁
- 桜川橋（桜川・仲多度郡多度津町元町）
- 極楽橋（桜川・仲多度郡多度津町仲ノ町）

## 地理

### 通過する自治体
- 善通寺市
- 仲多度郡多度津町

### 交差する道路
- 国道319号（香川県善通寺市生野町・生野南交差点）
- 香川県道22号善通寺綾歌線（香川県善通寺市生野町・東務主交差点）
- 香川県道24号善通寺大野原線（香川県善通寺市上吉田町・本郷通り交差点）
- 香川県道24号善通寺大野原線別線（香川県善通寺市上吉田町・上吉田町交差点）
- 香川県道18号善通寺府中線・香川県道217号西白方善通寺線（香川県善通寺市金蔵寺町・樫藪交差点）
- 香川県道33号高松善通寺線（香川県善通寺市金蔵寺町・金蔵寺交差点）
- 国道11号（香川県仲多度郡多度津町葛原・小塚交差点）
- 香川県道205号多度津丸亀線（香川県仲多度郡多度津町道福寺）
- 香川県道205号多度津丸亀線（香川県仲多度郡多度津町道福寺）
- 香川県道213号多度津停車場線（香川県仲多度郡多度津町仲ノ町・仲ノ町交差点）
- 香川県道216号山階多度津線（香川県仲多度郡多度津町大通り・大通交差点、終点）